# Anton Ielizarov
Anton Olegovitch Ielizarov (en russe : Антон Олегович Елизаров), né le 1er mai 1981, dans l'oblast de Rostov, alors en URSS est un militaire russe, puis l'un des principaux commandants du groupe Wagner. Son nom de guerre est « Lotus ».
Il participe notamment à la guerre russo-ukrainienne. Il a les médailles distinctives de héros de la fédération russe, héros de la république populaire de Donetsk et de héros de la république populaire de Lougansk.
Après le décès de Evgueni Prigojine le 23 août 2023, il se désigne comme chef du groupe Wagner. Il est envoyé combattre en Afrique, notamment au Mali, où il pourrait avoir été tué lors de la bataille de Tinzawatène, ce qui n'est cependant pas confirmé.

## Biographie

### Jeunesse et parcours dans l'armée
Anton Olegovitch Ielizarov naît en 1981 dans l'oblast de Rostov, en URSS.
En 1998, il est diplômé de l'école militaire Souvorov des gardes d'Oulianovsk. En 2003, il est diplômé de l'École supérieure de commandement aéroporté de Riazan, du nom du général d'armée V. F. Marguelov. À partir 2003, il sert comme commandant d'une compagnie et d'un peloton dans la 7e division d'assaut aéroportée de la garde à Novorossiïsk,. Il est également commandant de groupe dans la 10e « brigade des forces spéciales séparées » sur le site militaire de Molkino. Au cours de sa carrière militaire, il participe à des opérations dans la Caucase du Nord.
En 2014, il est démis de ses fonctions de l'armée après le verdict du tribunal militaire de la garnison de Krasnodar pour délit contre la propriété article 4 c. 159 du code pénal de la fédération de Russie. Il est accusé de fraude concernant son propre appartement : ce dernier appartenait au gouvernement et il a fourni de faux documents pour tenter de le privatiser. Il est condamné à trois ans de prison avec sursis et paye une amende de cent mille roubles (environ 1 500 dollars).	

### Participation aux activités du Groupe Wagner
En 2016, il rejoint le Groupe Wagner, où il est inscrit sous l'indicatif d'appel « Lotus » et sous le numéro M-0136. Il combat lors de l'opération militaire russe en Syrie, en tant que mercenaire. Il y est blessé à la cuisse en 2017.
En 2018 et 2019, il est instructeur en République centrafricaine. En 2021, il commande une unité d'assaut en Libye.
Il participe à l'invasion russe du territoire ukrainien dès les premiers jours et mène l'assaut sur la ville de Soledar. Il est l'un des principaux commandants du groupe Wagner,, et Evgueni Prigojine le présente dans une vidéo sur Telegram comme le « commandant de la prise de Soledar ». Il combat ensuite à Bakhmout. Par un décret fermé de Vladimir Poutine de 2022 « pour le courage et l'héroïsme » manifestés lors des hostilités en Ukraine, il reçoit le titre de héros de la fédération de Russie. Une vidéo de septembre 2022 le montre aux côtés d'Evgueni Prigojine lors de l'enterrement de Alexeï Naguine. À cette occasion, il porte les deux étoiles d'or de héros de la république populaire de Donetsk et de héros de la république populaire de Lougansk.
À partir du 25 février 2023, il est placé sous sanctions de l'Union européenne, en raison de sa participation à l'invasion de l'Ukraine.
Après le 23 août 2023, date de la mort de Evgueni Prigojine, chef du groupe Wagner, il s'autoproclame nouveau chef du groupe sur son compte Telegram. Il aurait suivi des instructions données par Evgueni Prigojine en cas de décès. D'autres comptes russes sur Telegram affirment qu'Anton Ielizarov, qui était quatrième dans la hiérarchie Wagner avant le décès de Prigojine, avait été désigné par ce dernier dans un carnet secret comme son remplaçant en cas de disparition.

### Allégations de décès
Le 28 juillet 2024, Anton Ielizarov, chef du groupe Wagner, est déclaré soit mort par une source, soit prisonnier par d'autres, à la suite de la bataille de Tinzawatène. Cela n'est pas confirmé par la BBC. Sur le compte Telegram officiel de Wagner, Wagner confirme cependant la mort d'un de ses chefs, Sergueï Chevtchenko, le commandant du 13e détachement d'assaut du groupe.